# Gaon Chart
Gaon Chart är den nationella musiktopplistan i Sydkorea. Varje vecka publiceras flera listor inom olika kategorier och visar sammanställningen av försäljningen av musik i landet.

## Historia
Gaon Chart bildades den 23 februari 2010 och drivs av Korea Music Content Industry Association (KMCIA), samt sponsras av myndigheten Ministry of Culture, Sports and Tourism (MCST).
Trots att K-pop redan varit populärt över stora delar av världen hade Sydkorea aldrig tidigare haft någon officiell musiktopplista. I samband med den ökande tillväxten av musikindustrin i landet påbörjades projektet år 2009, då det bland annat fanns ett behov av en nationell topplista för att skydda musikskapare. Målet med Gaon Chart var en topplista som kunde jämföras med amerikanska Billboard och japanska Oricon, och namnet "Gaon" som betyder "mitten" på koreanska valdes för att symbolisera rättvisa och pålitlighet.
Bildandet av listan firades med en ceremoni på hotellet The Westin Chosun i Seoul där över tvåhundra artister och chefer inom musikindustrin samlades. Deltog gjorde bland annat tjejgruppen Girls' Generation som vid ceremonin utvaldes till bästa artist för januari månad, samt pojkbandet Super Junior som tog emot ett pris för bästa album 2009. Singeln "We Fell In Love" framförd av Jo Kwon från 2AM och Gain från Brown Eyed Girls utsågs dessutom till veckans ringsignal.
Gaon Chart delades från början upp i fem listor. Album Chart, Digital Chart, Mobile Chart och Online Chart publicerades varje vecka, medan huvudlistan Gaon Chart publicerades en gång i halvåret. Sedan dess har ett par förändringar gjorts när det kommer till kategoriseringen av listorna och nya listor har tillkommit.
Sedan år 2011 håller KMCIA i Gaon Chart Music Awards som är en årlig ceremoni för utdelning av musikpriser.

## Data
Listorna som Gaon Chart publicerar är baserade på data försedd av landets största musikförsäljare och distributörer. Betaltjänster för musik på nätet användes av cirka 20 miljoner sydkoreaner vid Gaon Charts bildande och inkluderar MelOn, Bugs, Mnet, Soribada, Cyworld och Dosirak (Olleh Music). Gaon Chart beräknade vid grundandet att cirka 97 procent av musiken som köps på nätet kommer registreras på listorna. Distributörer av musik som förser data inkluderar Loen Entertainment, Mnet Media, SM Entertainment, Sony Music, Warner Music och Universal Music.

## Listor
De två huvudlistorna på Gaon Chart är albumlistan Gaon Album Chart och singellistan Gaon Digital Chart. De har publicerats varje vecka sedan den andra veckan 2010, som av Gaon Chart räknas som perioden 27 december 2009 till 2 januari 2010. Album Chart visar listan över de mest sålda albumen i landet genom fysisk försäljning och inkluderar studioalbum, EP-skivor och singelalbum. Digital Chart visar listan över de mest sålda singlarna i landet genom digital nedladdning och strömning och inkluderar bakgrundsmusik. Även månadslistor och årslistor publiceras för flera listkategorier som visar det kombinerade resultatet för den angivna perioden. Dessutom delas flera listor in i försäljningen av inhemska släpp, internationella släpp, samt kombineringen av de två.
| Lista           | Beskrivning                                                                                |
| --------------- | ------------------------------------------------------------------------------------------ |
| Album Chart     | * Den officiella albumlistan * Fysisk försäljning av album                                 |
| Digital Chart   | * Den officiella singellistan * Digital nedladdning, strömning och bakgrundsmusik av låtar |
| Download Chart  | * Digital nedladdning av låtar * En av tre listor som utgör Digital Chart                  |
| Streaming Chart | * Strömning av låtar * En av tre listor som utgör Digital Chart                            |
| BGM Chart       | * Bakgrundsmusik av låtar * En av tre listor som utgör Digital Chart                       |
| Mobile Chart    | * Ringsignaler                                                                             |
| Karaoke Chart   | * Mest spelade låtar på karaoke (Noraebang)                                                |

## Listettor
| År   | Artist            | Albumtitel          | Skivor sålda |
| ---- | ----------------- | ------------------- | ------------ |
| 2010 | Super Junior      | Bonamana            | 200 193      |
| 2011 | Girls' Generation | The Boys            | 385 348      |
| 2012 | Super Junior      | Sexy, Free & Single | 356 431      |
| 2013 | EXO               | Growl               | 335 823      |
| 2014 | EXO               | Overdose            | 385 047      |
| 2015 | EXO               | Exodus              | 478 856      |
| 2016 | BTS               | Wings               | 751 301      |

| År   | Artist           | Sångtitel            | Nedladdningar |
| ---- | ---------------- | -------------------- | ------------- |
| 2010 | Miss A           | "Bad Girl Good Girl" | 3 119 784     |
| 2011 | T-ara            | "Roly-Poly"          | 4 077 885     |
| 2012 | Psy              | "Gangnam Style"      | 3 842 109     |
| 2013 | Psy              | "Gentleman"          | 1 604 778     |
| 2014 | Soyou & Junggigo | "Some"               | 2 212 985     |
| 2015 | Big Bang         | "Bang Bang Bang"     | 1 581 284     |
| 2016 | Twice            | "Cheer Up"           | 1 839 566     |

| - Lista över albumettor på Gaon Chart 2010 - Lista över albumettor på Gaon Chart 2011 - Lista över albumettor på Gaon Chart 2012 - Lista över albumettor på Gaon Chart 2013 - Lista över albumettor på Gaon Chart 2014 - Lista över albumettor på Gaon Chart 2015 - Lista över albumettor på Gaon Chart 2016 - Lista över albumettor på Gaon Chart 2017 | - Lista över singelettor på Gaon Chart 2010 - Lista över singelettor på Gaon Chart 2011 - Lista över singelettor på Gaon Chart 2012 - Lista över singelettor på Gaon Chart 2013 - Lista över singelettor på Gaon Chart 2014 - Lista över singelettor på Gaon Chart 2015 - Lista över singelettor på Gaon Chart 2016 - Lista över singelettor på Gaon Chart 2017 |

## Rekord

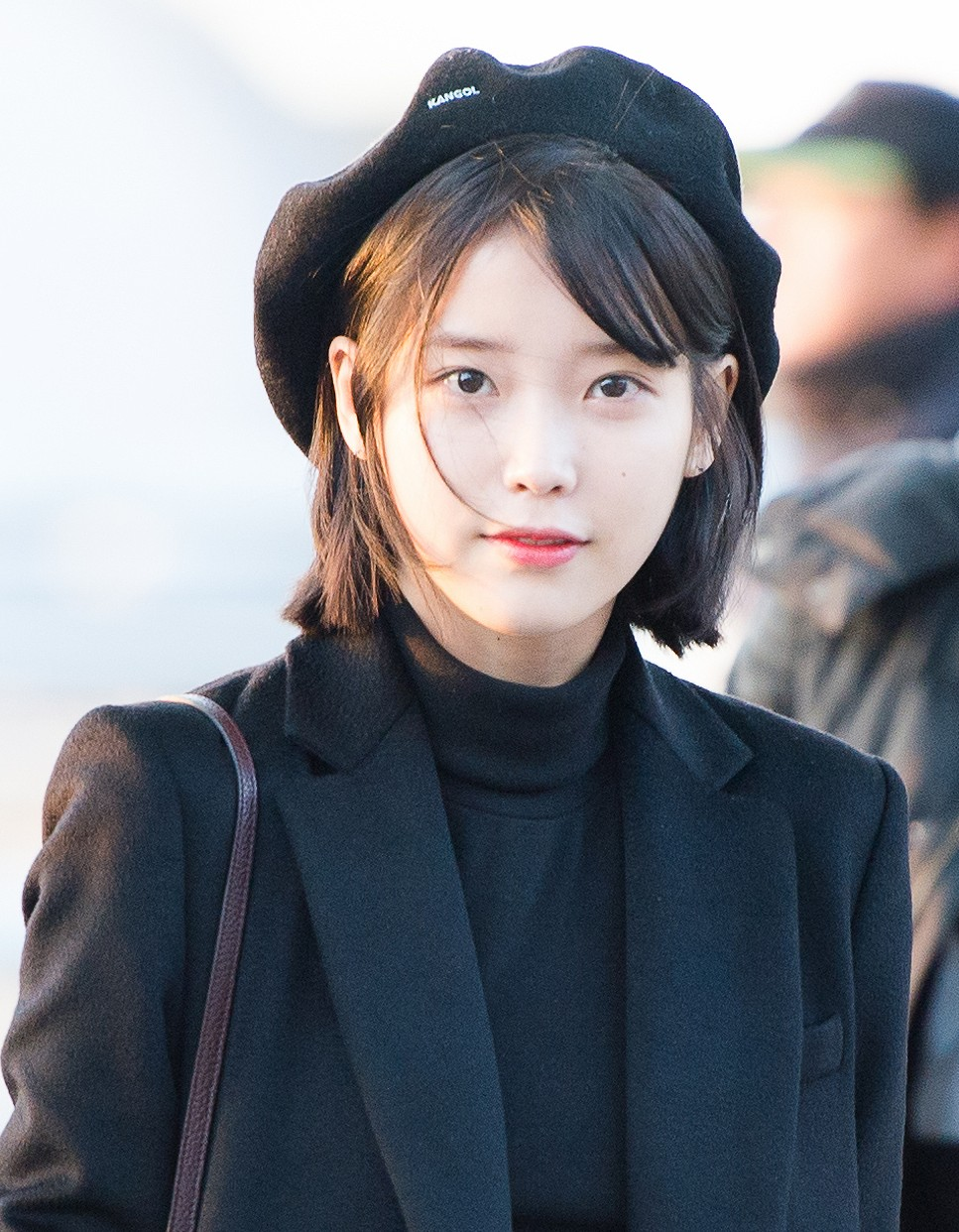
IU har legat etta på Digital Chart fler veckor än någon annan artist. Hon har också haft fler låtar som etta än någon annan artist.

| Nr | Artist            | Veckor |
| -- | ----------------- | ------ |
| 1  | EXO               | 26     |
| 2  | Girls' Generation | 19     |
| 3  | Super Junior      | 16     |
| 4  | SHINee            | 15     |
| 5  | Big Bang          | 13     |
| 5  | TVXQ              | 13     |

| Nr | Artist            | Veckor |
| -- | ----------------- | ------ |
| 1  | IU                | 26     |
| 2  | Big Bang          | 16     |
| 3  | 2NE1              | 11     |
| 3  | Sistar            | 11     |
| 5  | Girls' Generation | 10     |

| Nr | Artist            | Antal |
| -- | ----------------- | ----- |
| 1  | IU                | 14    |
| 2  | 2NE1              | 9     |
| 2  | Girls' Generation | 9     |
| 2  | Big Bang          | 9     |
| 5  | Huh Gak           | 8     |
| 5  | Sistar            | 8     |

| Nr | Sångtitel            | Artist | Veckor |
| -- | -------------------- | ------ | ------ |
| 1  | "Good Day"           | IU     | 5      |
| 1  | "Gangnam Style"      | Psy    | 5      |
| 3  | "Bad Girl Good Girl" | Miss A | 4      |
| 3  | "TT"                 | Twice  | 4      |